# La Ferté-Vidame

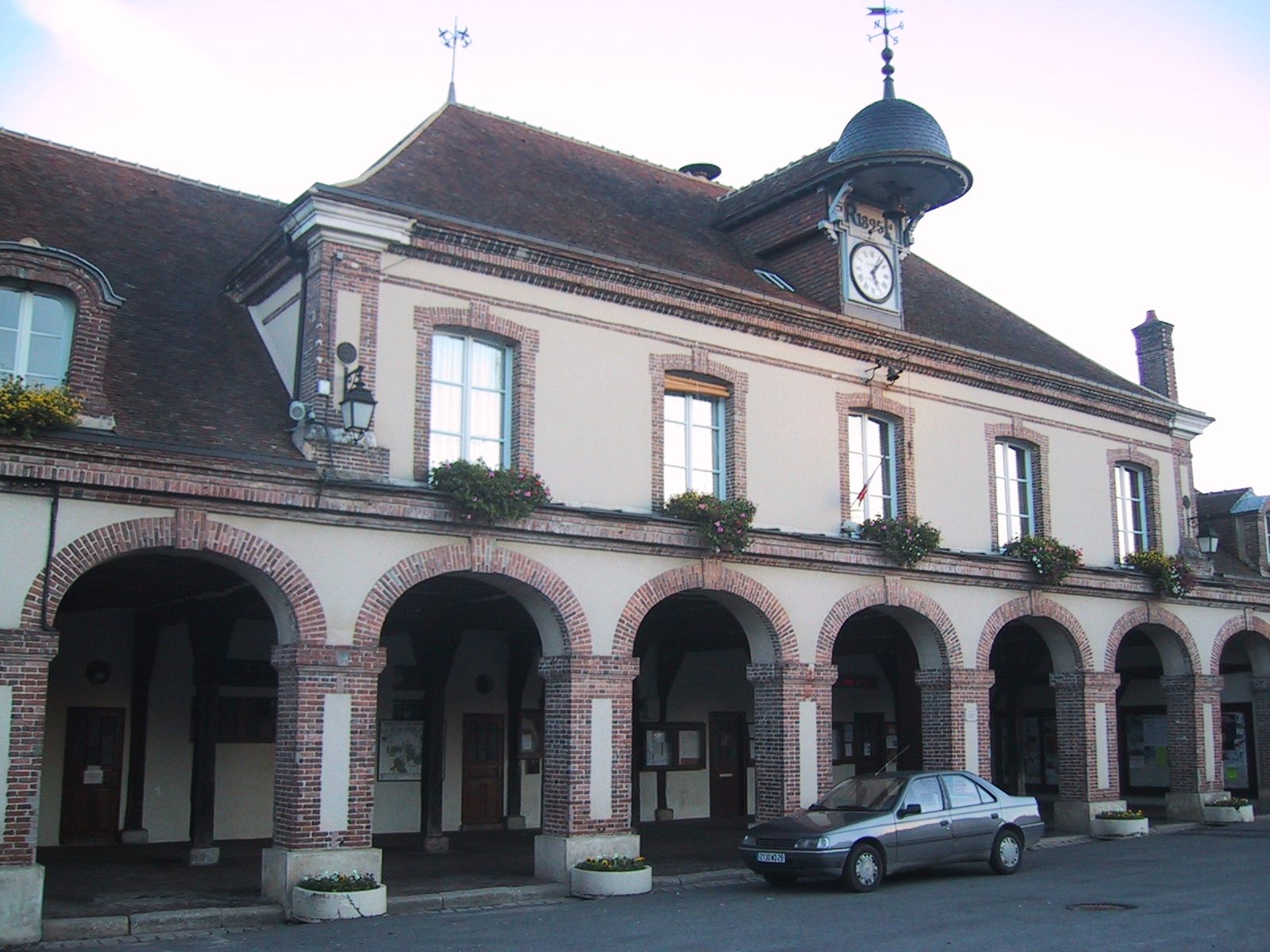
La Ferté-Vidame

La Ferté-Vidame è un comune francese di 767 abitanti situato nel dipartimento dell'Eure-et-Loir nella regione del Centro-Valle della Loira.

## Società

### Evoluzione demografica
Abitanti censiti